# Rugby a 15 nel 1901

## Attività internazionale

### Tornei per nazioni
|  | Home Championship | Scozia |

### Tour
- La selezione del Nuovo Galles del Sud si reca in tour in Nuova Zelanda, con un incontro contro la nazionale locale[1]

| Wellington 31 agosto 1901 | Nuova Zelanda XV | 20 – 3 | New South Wales | Athletic Park |

- In precedenza, la selezione neozelandese aveva giocato un incontro di preparazione[1]

| Wellington 28 agosto 1901 | Nuova Zelanda XV | 24 – 5 | Wellington Rugby Football Union | Athletic Park |

### Barbarians
- I Barbarians disputano i seguenti incontri

| Penarth 5 aprile 1901 | Penarth RFC | 4 – 14 | Barbarians |  |

| Newport 6 aprile 1901 | Newport RFC | 9 – 3 | Barbarians | Rodney Parade |

| Cardiff 8 aprile 1901 | Cardiff RFC | 6 – 6 | Barbarians | Arms Park |

| Swansea 9 aprile 1901 | Swansea RFC | 11 – 0 | Barbarians | Saint Helen's |

| Cardiff 26 dicembre 1901 | Cardiff RFC | 9 – 0 | Barbarians | Arms Park |

| Newport 28 dicembre 1901 | Newport RFC | 4 – 0 | Barbarians | Rodney Parade |

## Campionati nazionali
| Argentina   | Camp. di Buenos Aires   | Buenos Aires   |
| Francia     | Campionato              | Stade Français |
| Inghilterra | Campionato delle contee | Devon          |